# Eudocimus
Eudocimus – rodzaj ptaków z rodziny ibisów (Threskiornithidae).

## Zasięg występowania
Rodzaj obejmuje gatunki występujące w Ameryce.

## Morfologia
Długość ciała 56–71 cm; masa ciała samic 593–901 g, samców 810–1261 g.

## Systematyka

### Etymologia
- Eudocimus: gr. ευδοκιμος eudokimos „wspaniały”, od ευ eu „ładny, dobry”; δοκιμος dokimos „doskonały, szacowny”, od δεχομαι dekhomai „aprobować”[6].
- Guara: tupí Guará „ptak”[6]. Gatunek typowy: Scolopax rubra Linnaeus, 1758.
- Leucibis: gr. λευκος leukos „biały”; ιβις ibis, ιβιδος ibidos „ibis”[6]. Gatunek typowy: Scolopax alba Linnaeus, 1758.
- Paribis: gr. παρα para „blisko”; rodzaj Ibis Lacépède, 1799[6]. Gatunek typowy: Scolopax rubra Linnaeus, 1758.

### Podział systematyczny
Do rodzaju należą następujące gatunki:
- Eudocimus albus (Linnaeus, 1758) – ibis biały
- Eudocimus ruber (Linnaeus, 1758) – ibis szkarłatny